# LPGA Tour 2002
Navigation
Édition précédente Édition suivante
Le LPGA Tour 2002 est la cinquantième-troisième édition du Ladies Professional Golf Association Tour (LPGA), circuit professionnel féminin de golf, qui se déroule du 28 février 2002 au 24 novembre 2002. Axée sur les États-Unis, la LPGA a entrepris la tenue de tournois hors du continent américain ces dernières saisons, ainsi cette saison voit des tournois programmés en France, au Canada, en Écosse, en Corée du Sud et au Japon. Cette cinquantième-troisième édition de ce circuit permet de proposer un certain nombre de tournois professionnels destinés aux femmes en dehors des compétitions amateurs. La volonté de la professionnalisation des golfeuses leur permet désormais de gagner de l'argent en jouant au golf.
Cette saison comporte trente-deux tournois, soit six de plus qu'en 2001, auxquels sont insérées des dotations financières en fonction du résultat de la golfeuse. Quatre de ces tournois sont considérés comme « tournoi majeur » - le Championnat Kraft Nabisco, le Championnat de la LPGA, l'Open américain et l'Open britannique - et sont considérés comme les plus prestigieux et difficiles à remporter.
La Suédoise Annika Sörenstam est désignée « Joueuse de l'année de la LPGA » (« Player of the Year ») pour la cinquième fois de sa carrière et remporte le classement des gains avec un montant record de 2 863 904 $ de gains en gagnant onze victoires dont un tournoi majeur : le Championnat Kraft Nabisco. Les trois autres tournois majeurs sont remportés par la Sud-Coréenne Se Ri Pak (Championnat de la LPGA), Juli Inkster (Open américain) et l'Australienne Karrie Webb (Open britannique). Enfin, le « Trophée Vare » récompensant la golfeuse ayant la moyenne de score la plus basse de la saison est également remporté par Annika Sörenstam pour la cinquième fois.

## Histoire
Pour l'organisation de cette cinquantième-troisième édition, la majorité des tournois se disputent aux États-Unis mais quatre tournois sont programmés hors des États-Unis. Comme la saison précédente, la LPGA décide d'organiser des tournois hors des frontières des États-Unis avec la tenue de tournois programmés en France, au Canada, en Écosse, en Corée du Sud et au Japon. La majorité des joueuses sont des golfeuses principalement américaines professionnelles et amateures mais la LPGA intègre quelques années des golfeuses étrangères. Le calendrier fait débuter la saison par le Classique Takefuji remporté par Annika Sörenstam. Au cours de cette saison, les non-américaines sont aussi nombreuses que les Américaines à remporter les tournois depuis la création de la LPGA.
La Suédoise Annika Sörenstam est désignée « Joueuse de l'année de la LPGA » (« Player of the Year ») pour la cinquième fois de sa carrière et remporte le classement des gains avec un montant record de 2 863 904 $ de gains en gagnant onze victoires dont un tournoi majeur : le Championnat Kraft Nabisco. Les trois autres tournois majeurs sont remportés par la Sud-Coréenne Se Ri Pak (Championnat de la LPGA), Juli Inkster (Open américain) et l'Australienne Karrie Webb (Open britannique).

## Participantes à la saison LPGA 2002
Les participantes ont deux statuts. Certaines sont devenues professionnelles mais de nombreuses amateures prennent également part aux tournois sans toutefois pouvoir recevoir le montant des gains en raison de leur statut.
| Participantes    | Participantes        | Participantes    | Participantes    | Participantes           |
| Professionnelles | Professionnelles     | Professionnelles | Professionnelles | Professionnelles        |
| ---------------- | -------------------- | ---------------- | ---------------- | ----------------------- |
| Kristi Albers    | Danielle Ammaccapane | Beth Bauer       | Raquel Carriedo  | Beth Daniel             |
| Laura Davies     | Laura Diaz           | Michelle Ellis   | Kate Golden      | Akiko Fukushima         |
| Hee-Won Han      | Maria Hjorth         | Pat Hurst        | Juli Inkster     | Becky Iverson           |
| Jeong Jang       | Rosie Jones          | Lorie Kane       | Cristie Kerr     | Mi Hyun Kim             |
| Carin Koch       | Kelli Kuehne         | Candie Kung      | Leta Lindley     | Meg Mallon              |
| Paula Martí      | Catriona Matthew     | Michelle McGann  | Mhairi McKay     | Patricia Meunier-Lebouc |
| Janice Moodie    | Liselotte Neumann    | Catrin Nilsmark  | Se Ri Pak        | Gloria Park             |
| Grace Park       | Michele Redman       | Kelly Robbins    | Jennifer Rosales | Annika Sörenstam        |
| Angela Stanford  | Karen Stupples       | Rachel Teske     | Shani Waugh      | Karrie Webb             |
| Midori Yoneyama  |                      |                  |                  |                         |
| Amateures        |                      |                  |                  |                         |
| Lorena Ochoa     |                      |                  |                  |                         |

## Classements saison 2002

### Tableau des gains («Money list»)
Le tableau ci-dessous est le classement des golfeuses par gains obtenus sur cette saison 2002. Le classement par gains est remporté par la Suédoise Annika Sörenstam avec 2 863 904 $ remportés.
| Cla. | Golfeuses        | Gains       | Victoires |
| ---- | ---------------- | ----------- | --------- |
| 1    | Annika Sörenstam | 2 863 904 $ |           |
| 2    | Se Ri Pak        | 1 722 281 $ |           |
| 3    | Juli Inkster     | 1 154 349 $ |           |
| 4    | Mi Hyun Kim      | 1 049 993 $ |           |
| 5    | Karrie Webb      | 1 009 760 $ |           |
| 6    | Gloria Park      | 861 943 $   |           |
| 7    | Laura Diaz       | 843 790 $   |           |
| 8    | Carin Koch       | 785 817 $   |           |
| 9    | Rachel Teske     | 779 329 $   |           |
| 10   | Rosie Jones      | 722 412 $   |           |
| 11   | Lorie Kane       | 685 520 $   |           |
| 12   | Cristie Kerr     | 685 393 $   |           |
| 13   | Michele Redman   | 666 849 $   |           |
| 14   | Hee-Won Han      | 612 747 $   |           |
| 15   | Catriona Matthew | 567 394 $   |           |

### Trophée Vare («Vare Trophy»)
Le tableau ci-dessous est le classement des golfeuses par scores les plus bas sur cette saison 2002.
| Cla. | Golfeuses        | Moyenne |
| ---- | ---------------- | ------- |
| 1    | Annika Sörenstam |         |